# GSC5961-2646
GSC5961-2646 — хімічно пекулярна зоря спектрального класу A3, що має видиму зоряну величину в смузі V приблизно 10,6.